# Ctenophoraster
Ctenophoraster is een geslacht van kamsterren uit de familie Astropectinidae.

## Soorten
- Ctenophoraster diploctenius Fisher, 1913
- Ctenophoraster donghaiensis Liao & Sun, 1989
- Ctenophoraster hawaiiensis Fisher, 1906
- Ctenophoraster marquesensis Marsh, 1974